# Moment dipolar elèctric de l'electró
El moment dipolar elèctric d'electró de propietat intrínseca d'un electró tal que l'energia potencial està relacionada linealment amb la força del camp elèctric:
{\displaystyle U=\mathbf {d} _{\rm {e}}\cdot \mathbf {E} .}
El moment dipolar elèctric (EDM) de l'electró ha de ser colineal amb la direcció del moment magnètic de l'electró (spin). Dins del model estàndard de la física de partícules elementals, es preveu que aquest dipol sigui diferent de zero però molt petit, com a màxim 10−38 e⋅cm, on e representa la càrrega elemental. El descobriment d'un moment dipolar elèctric d'electrons substancialment més gran implicaria una violació tant de la invariància de paritat com de la invariància de la inversió del temps.

## Implicacions per al model estàndard i les extensions

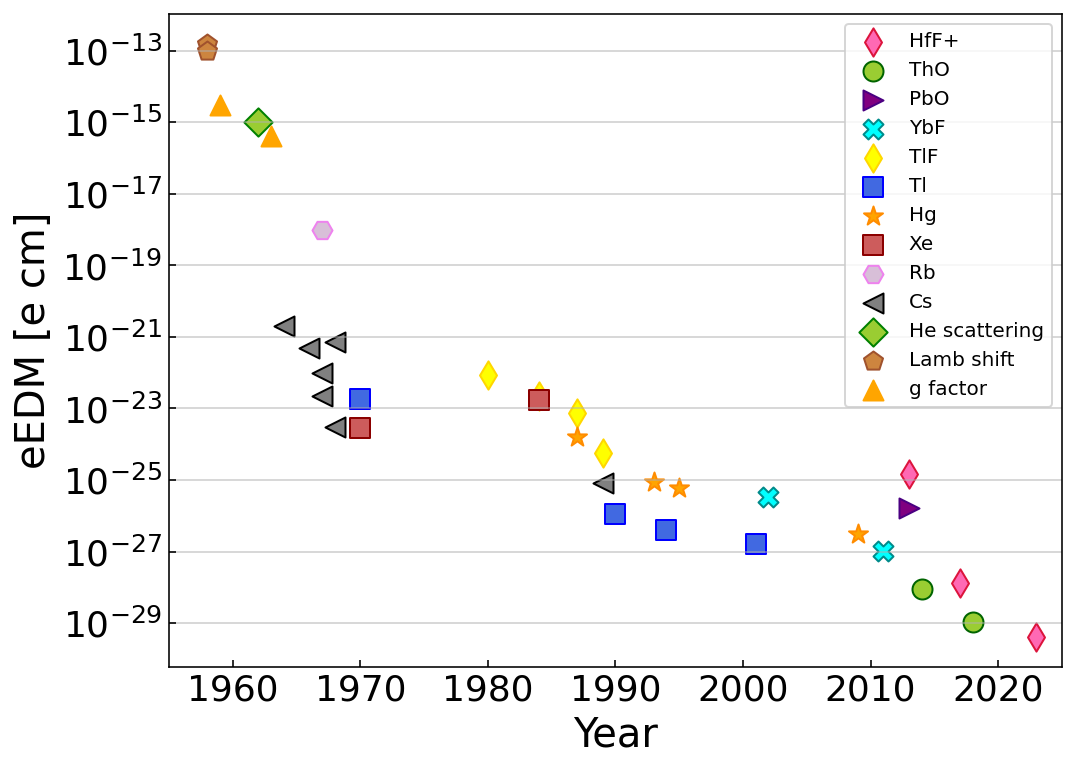
Registre històric de les mesures del moment dipolar elèctric d'electrons en sistemes leptònics.

En el model estàndard, l'EDM d'electrons sorgeix dels components que violen CP de la matriu CKM. El moment és molt petit perquè la violació de CP implica quarks, no electrons directament, de manera que només pot sorgir per processos quàntics on es creen quarks virtuals, interactuen amb l'electró i després s'aniquilen.
Si els neutrins són partícules de Majorana, una EDM més gran (al voltant de 10−33 e⋅cm) és possible al model estàndard.
En les últimes dues dècades s'han proposat moltes extensions del model estàndard. Aquestes extensions en general prediuen valors més grans per a l'EDM electrònic. Per exemple, els diferents models de technicolor prediuen | que oscil·la entre 10−27 i 10−29 e ⋅cm

## Definició formal
Com que l'electró té una càrrega neta, la definició del seu moment dipolar elèctric és ambigua
{\displaystyle \mathbf {d} _{\rm {e}}=\int ({\mathbf {r} }-{\mathbf {r} }_{0})\rho ({\mathbf {r} })d^{3}{\mathbf {r} }}
depèn del punt {\displaystyle {\mathbf {r} }_{0}} sobre el qual el moment de la distribució de càrrega {\displaystyle \rho ({\mathbf {r} })} està agafat. Si haguéssim de triar {\displaystyle {\mathbf {r} }_{0}} per ser el centre de càrrega, doncs {\displaystyle \mathbf {d} _{\rm {e}}} seria igualment zero. Una opció més interessant seria prendre {\displaystyle {\mathbf {r} }_{0}} com el centre de massa de l'electró avaluat en el marc en què l'electró està en repòs.
Nocions clàssiques com el centre de càrrega i la massa, però, són difícils de precisar per a una partícula elemental quàntica. A la pràctica, la definició utilitzada pels experimentalistes prové dels factors de forma {\displaystyle F_{i}(q^{2})} que apareix a l'element de la matriu
{\displaystyle \langle p_{f}|j^{\mu }|p_{i}\rangle ={\bar {u}}(p_{f})\left\{F_{1}(q^{2})\gamma ^{\mu }+{\frac {i\sigma ^{\mu \nu }}{2m_{\rm {e}}}}q_{\nu }F_{2}(q^{2})+i\epsilon ^{\mu \nu \rho \sigma }\sigma _{\rho \sigma }q_{\nu }F_{3}(q^{2})+{\frac {1}{2m_{\rm {e}}}}\left(q^{\mu }-{\frac {q^{2}}{2m_{e}}}\gamma ^{\mu }\right)\gamma _{5}F_{4}(q^{2})\right\}u(p_{i})}

## Mesures experimentals
Els EDM d'electrons normalment no es mesuren en electrons lliures, sinó en electrons de valència lligats i no aparellats dins d'àtoms i molècules. En aquests, es pot observar l'efecte de {\displaystyle U=\mathbf {d} _{\rm {e}}\cdot \mathbf {E} } com un lleuger desplaçament de les línies espectrals. La sensibilitat a {\displaystyle \mathbf {d} _{\rm {e}}} escala aproximadament amb la càrrega nuclear al cub. Per aquest motiu, les cerques per electroerosió d'electrons gairebé sempre es realitzen en sistemes que involucren elements pesants.
Fins ara, cap experiment ha trobat un EDM d'electrons diferent de zero. A partir del 2020, Particle Data Group publica el seu valor com a < 0,11x10−28 e.cm.